# لاندورا
لاندورا (به انگلیسی: Landhaura) یک منطقهٔ مسکونی در هند است که در بخش حاریدوار واقع شده‌است. لاندورا ۲۸٬۷۸۶ نفر جمعیت دارد.